# Dumila
Dumila è una circoscrizione mista (mixed ward) della Tanzania situata nel distretto di Kilosa, regione di Morogoro. Conta una popolazione di 21 288 abitanti (censimento 2012).